# Gibbotettix guangxiensis
Gibbotettix guangxiensis är en insektsart som beskrevs av Zheng, Z. och G. Jiang 1998. Gibbotettix guangxiensis ingår i släktet Gibbotettix och familjen torngräshoppor. Inga underarter finns listade i Catalogue of Life.